# Poissonnière
Poissonnière – stacja linii 7 metra w Paryżu, położona na granicy 9. i 10. dzielnicy.

## Stacja
Stacja została otwarta w 1910 roku. Posiada jednonawową halę peronową z dwoma peronami bocznymi.
Jej nazwa pochodzi od znajdującej się nad nią ulicy Rue du Faubourg Poissonnière (fr. ulica Przedmieścia Rybnego), przedłużenia Rue Poissonnière (fr. ulica Rybna). Tymi dawnymi rzymskimi drogami dostarczano do Les Halles z portu w Boulogne-sur-Mer ryby.

## Przesiadki
Stacja umożliwia przesiadki na autobusy dzienne RATP.

## Otoczenie
W pobliżu stacji znajduje się Lycée Lamartine.